# 近藤喜衛
近藤 喜衛（こんどう ひろえ、1871年11月23日（明治4年10月11日）- 1961年（昭和36年）2月24日）は、日本の政治家。青森県八戸市の初代市長。

## 来歴・人物
1871年（明治4年）に旧八戸藩士の家に生まれる。八戸高等小学校から研成学舎に入り、卒業後は小学校の教員となり、その後は教員をしながら東京専門学校に通った。その後、中退した。帰郷後に八戸の小学校の校長となった。1889年（明治22年）に八戸青年会に入会。1894年（明治27年）に八戸青年会を脱会し、政治団体「北辰会」を結成した。1907年（明治40年）5月、八戸町助役となり間もなく町長に就任したが、同年9月16日に停職となった。1908年（明治41年）に地元紙「奥南新報」を創刊した。当時地元で土曜会と勢力を二分した立憲政友会系の公民会（奥南派）の中心人物であった。1911年（明治44年）12月、下長苗代村長に就任した。1919年（大正8年）に三戸郡会議員に当選して、村長を辞任した。また、1920年（大正9年）に八戸郷土研究会が結成された時は発起人の一人となっている。1922年（大正11年）8月、舘村長に就任した。
同年11月に遠山景三死去に伴う三戸郡県会議員補欠選挙で青森県会議員に当選した。1923年（大正12年）に県議の再選を果たした。1927年（昭和2年）8月5日から9月25日までの短い期間青森県会議長を務めた。1929年（昭和4年）に八戸市が誕生したことにともない、当初元八戸町長だった北村益が初代市長に推されるが北村が辞退し、代わって喜衛が初代八戸市長に就任する。市長就任に伴い、舘村長を辞任した。1930年（昭和5年）に衆議院選挙の違反に問われ、同年5月19日に責任をとり辞任した。

## 政策
市制施行記念事業として、八戸町立図書館を市立図書館として移転する費用を計上した。八戸港・上下水道を計画するも、国の緊縮財政により起債されず、喜衛の在任中には実現にいたらなかった。

## 栄典
- 歿後 - 勲六等瑞宝章[2]

## 家族
- 長男 - 近藤喜一（1902年（明治35年）4月11日 - 1969年（昭和44年）11月5日）（青森県議会副議長・デーリー東北取締役）[8]

## 関連

### 関連人物
- 神田重雄 - 近藤喜衛が市長を辞した後の八戸市長。